# 사슴돌

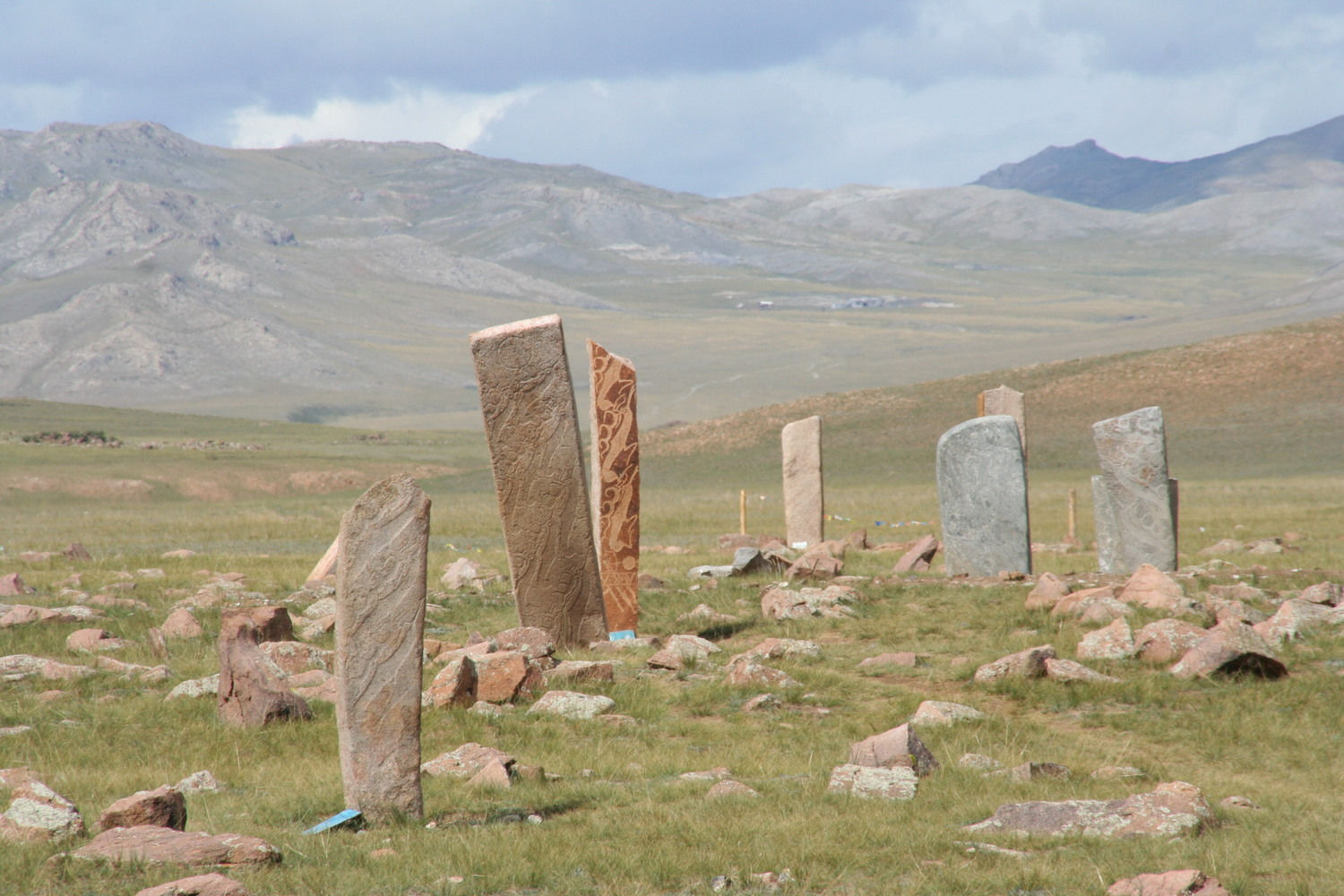
몽골의 사슴돌

사슴돌(鹿石)은 시베리아와 몽골 등지에서 발견되는 '사슴' 모양이 많이 그려져 있는 고대 거석 기념물이다. 이를 표지 유물로 하여 정의되는 고고학적 문화를 사슴돌 문화(영어: Deer stone culture)라고 하며, 종종 헤렉수르(Kheregsüür) 매장 문화와 연관된다. 지금까지 1500여 개의 사슴돌이 발견되었으며 그 중 1300여 개가 몽골에 위치하는데, 특히 현대 몽골 영토 북반부의 물이 많이 흐르는 대초원 지역에 집중되어 있다.
사슴돌 자체는 기원전 1400년 ~ 700년경(후기 청동기 시대에서 초기 철기 시대)로 비정되어 거석기념물 전통 중에는 최후기의 것에 속한다. 다만 나중에 이 권역의 동부에 나타난 판석묘 문화보다는 앞선다. 서부 권역에서는 알타이에서 몽골 서부에 걸쳐 나타나는 사카 또는 스키타이의 초기 단계 문화가 후행한다.

## 같이 보기
- 거석기념물
  - 고인돌
  - 선돌
  - 오벨리스크
- 판석묘 문화
- 카라수크 문화